# Чо Хва Со Пётр
Чо Хва Со Пётр или Пётр Чо (кор. 조화서 베드로, по сист. Конц. Чо Хва Со Педыро) — святой римско-католической церкви, мученик. Родился в 1815 году в городе Синчхан, провинция Сувон, Корея, умер 13 декабря 1866 года в Чонджу, Корея.

## Биография
Отцом Петра Чо Хва Со был корейский мученик Андрей Чо. Петр Чо Хва Со помогал в распространении христианства корейскому священнику Фоме Чхве Ян Опу (кор. 최양업). Женился на Магдалене Хан. Их сыном был Иосиф Чо Юн Хо. Когда ему было сорок лет, в Корее начались преследования христиан. 5 декабря 1866 года в его дом пришла полиция, чтобы арестовать его сына. Он говорил полиции, что христианской вере его научил отец и кроме сына в его доме нет католиков. Петр Чо Хва-со пытался предупредить своего сына, чтобы тот успел скрыться. Был арестован вместе с сыном. Их пытали, чтобы они отказались от католичества. Был казнён вместе с другими корейскими католиками 13 декабря 1866 года.

## Прославление
5 июля 1925 года был причислен к лику блаженных римским папой Пием XI, 6 мая 1984 года был причислен к лику святых вместе с другими 103 корейскими мучениками римским папой Иоанном Павлом II.
День памяти в Католической церкви — 20 сентября.